# قطعنامه ۷۷۲ شورای امنیت
قطعنامه ۷۷۲ شورای امنیت سازمان ملل متحد که در تاریخ ۱۷ اوت ۱۹۹۲ تصویب شد، سندی بین‌المللی دربارهٔ آفریقای جنوبی است. این قطعنامه طی نشست ۳۱۰۷ام با ۱۵ رای موافق، ۰ مخالف و ۰ ممتنع تصویب شد.